# Ädelsten

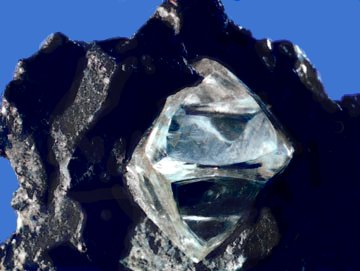
Oslipad diamant.

Ädelsten är en sten som lämpar sig som smycke eller prydnadsföremål genom att efter bearbetning ha ett vackert utseende och vara tillräckligt beständig. Ädelstenar kan vara mineral, bergarter eller stenlika material av organiskt ursprung. Många ädelstenar har en hårdhet som är större än de i naturen mest vanligt förekommande mineralen. Många ädelstenar, framför allt de som utgörs av kristallina mineral, har klara färger eller är genomskinliga, eller kan efter polering uppnå en vacker glans eller lyster. Vissa ädelstenar är vanliga, medan andra mer sällsynta.
Förutom ädelstenar från mineraler kallar man även vissa material med ursprung från växt- och djurriket som bärnsten och pärlor för ädelsten. Slipade ädelstenar som används i smycken kallas för juveler.
Läran om ädelstenar kallas gemmologi.

## Slipning
Ädelstenar begagnas inte till smycken i sin naturliga form. En smyckestens färg och genomskinlighet framträder bäst när den råa stenen genom slipning får en ny begränsningsform, och dess glans förhöjts genom polering. Alltefter ädelstenens art, färg, genomskinlighet och hårdhet bedömer man det sätt på vilket den bör slipas. En färgad sten utvecklar sin färgprakt bäst från en rundslipad yta, en cabochon (på cabochonvis), varemot en sten, vars ljusbrytningsförmåga och prismatiska färgspel man vill framhålla, visar sig bäst till sin fördel om den begränsas av plana ytor, fasetter. Före slipningen ger man stenen dess i det närmaste slutliga form genom att klyva eller att såga itu den med ledning av bland annat kristallernas klyvbarhet och deras större eller mindre hårdhet och sprödhet.

## Historia
Förr i tiden kallades endast de hårdaste stenarna, som diamant, korund (safir, rubin) och grön beryll (smaragd) för ädelstenar; andra kallades för "halvädelstenar", en idag övergiven term, eftersom det inte finns några exakta kriterier som skiljer de två kategorierna åt.
I forntiden begagnades ädelstenarna i den form de påträffades i naturen eller bara begränsat utjämnade och slipade på ytan, och kunde exempelvis bäras fästa i snören. Konsten att gravera figurer i "halvädelstenarna" karneol, agat, bergkristall m.fl., var känd redan i antiken och förekom i Grekland och Egypten. Först omkring mitten av 1400-talet kunde man slipa och polera den hårda diamanten med dess eget diamantpulver samt att ge den och andra ädelstenar de former med fasettytor, som möjliggjorde att deras optiska egenskaper, färger och glans kunde komma till sin fulla rätt. Ludvig van Berguem (även Berghem) anses som uppfinnaren av detta.
Sedan andra världskriget har kunskapen om ädelstenar ökat betydligt bland experter och även bland allmänheten. Detta har gjort att även mindre sällsynta ädelstenar numera uppskattas. Vissa av dem värderas nu lika högt som ovanstående.
Många mineral och ädelstenar kan förekomma i en mängd färger, ofta med egna färgspecifika namn. Färgen beror på små mängder av olika metaller i mineralets struktur eller på grund av strukturella defekter. Den röda färgen hos rubin (en röd färgvariant av mineralet korund) orsakas av krom, den gröna färgen hos smaragd (en kraftigt grön färgvariant av mineralet beryll) orsakas av krom och vanadin, den gula färgen hos heliodor (en kraftigt gyllene gul till gröngul till orange färgvariant av mineralet beryll) och den blåa till gröna färgen hos akvamarin (färgvariant av mineralet beryll) orsakas av järn. Enligt äldre praxis var det endast den blå varianten, som var safir, men numera anser man att alla andra färger av mineralet korund än röd (rubin) är safirer. Exempel är blå, gul, rosa, grön, färglös, svart safir.
Under de senaste hundra åren har man upptäckt nya fyndigheter med nya färgvarianter av tidigare kända mineral, som numera är både dyrare och mer sällsynta än såväl diamant, smaragd och rubin/safir.
Ett exempel är mineralgruppen turmalin, som består av en mängd olika mineral. De har samma struktur och mycket lika egenskaper, men skiljer sig sinsemellan i kemisk sammansättning. Det gör att en turmalinkristall i ena änden (eller i centrum) kan klassificeras som schörl, en bit därifrån som elbait. I Paraíba i nordöstra Brasilien finns kopparhaltig turmalin, som då kan ha en mycket kraftig blå, blågrön och grön mycket eftertraktad färg. Klara bitar kan betinga ett högre pris än en högkvalitativ diamant. En svart, ogenomskinlig turmalin som schörl har i princip endast ett vetenskapligt värde, och endast i vissa fall ett industriellt värde för dess speciella egenskaper.
En stor mängd mineral kan uppträda i ädel form, men alla är för den sakens skull inte dyra. Det kan bero på att de just på grund av sin sällsynthet ännu ej ingått i någon större marknadsföringskampanj, såsom till exempel gjorts för diamanter (som inte är något speciellt sällsynt mineral eller ädelsten), men som på grund av sin höga ljusbrytningförmåga och allmänna förekomst blivit välkänd.
Många av de mest sällsynta ädelstenarna är för den stora allmänheten okända och betingar endast ett marginellt penningvärde och då endast inom specialistkretsar, som bland annat hayn och stibiotantalit. Dessa används ytterst sällan i smycken.
En kristall av ett mineral kan vara helt ogenomskinlig i ena änden (t.ex. svart) för att mot mitten övergå i mörkgrönt, sedan ljusgrönt, därefter följt av blått och kanske med en röd terminering (ändyta av kristallen). Även om en kristall är av homogen färg, kan dess genomskinlighet variera från ringa, till klart genomlysande, till genomskinlig, det vill säga olika grad av ädelhet.
De flesta ädelstenar har inneslutningar, slöjor eller sprickor synliga för ögat. Ju fler, desto billigare sten, men inte desto mindre intressant. Inneslutningar av andra mineral, gas och vätskebubblor kan tala om under vilka betingelser en kristall formats (kristalliserat), såsom tryck, temperatur, för hur länge sedan, tillsammans med vilka andra mineral och hur och var lösningarna ursprungligen genererats och kristalliserats.

## Ädelstenar
| 1) Turkos     | 7) Karneol             | 13) Rubin        |
| 2) Hematit    | 8) Pyrit               | 14) Mossagat     |
| 3) Krysokolla | 9) Sugilit             | 15) Jaspis       |
| 4) Tigeröga   | 10) Malakit            | 16) Ametist      |
| 5) Kvarts     | 11) Rosenkvarts        | 17) Agat         |
| 6) Turmalin   | 12) Snöflinge Obsidian | 18) Lapis lazuli |

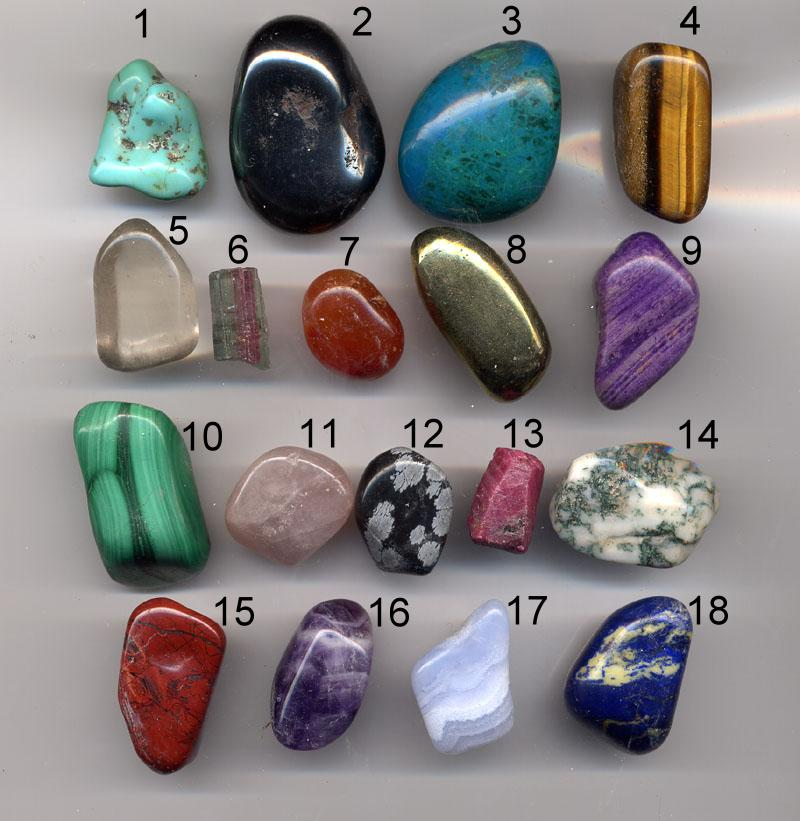

(Hårdhet efter Mohs hårdhetsskala samt huvudsakliga färger)
- Diamant, kristalliserat kol, är den hårdaste mineralen som förekommer i naturen. Hårdhet 10. Syntetiska diamanter har kunnat framställas sedan 1953 och idag kan de göras i princip hur stora som helst. Syntetiska diamanter kan även tillverkas med mindre defekter än naturliga vilket gör att de kan vara hårdare än naturliga. Man kan även tillverka diamanter med ett kontrollerat inslag av andra ämnen till exempel kväve som kan ge extra styrka och hårdhet.

- Korundgruppen. Hårdhet 9. Korund av icke ädelstenkvalitet används industriellt i slipskivor
  - Rubin, röd.
  - Stjärnrubin, mestadels mjölkig med rörlig ljusstjärna.
  - Safir, blå.
  - Stjärnsafir, mestadels mjölkig med rörlig ljusstjärna.
- Beryllgruppen. Hårdhet 7,5–8.
  - Smaragd, grön i olika nyanser.
  - Akvamarin, från tämligen kraftigt ljusblå till ljusare nästan vita nyanser.
  - Morganit, rosa.
  - Heliodor, guldgul.
- Krysoberyllgruppen. Hårdhet 8,5.
  - Krysoberyll, grönaktig, gul, genomskinlig.
  - Alexandrit, mörkgrön i dagsljus, röd i eldsljus, klar och genomskinlig.
  - Krysoberyll-kattöga, gröngul med ljus strimma.
- Kvartsgruppen. Hårdhet 7. P.g.a. sina piezoelektriska egenskaper har goda kristaller mycket stor teknisk användning vid generering av frekvensstabila växelspänningar.
  - Bergkristall, färglös, genomskinlig. Används i billiga smycken.
  - Ametist, violett från mörk till ljus, genomskinlig.
  - Citrin, guldgul (guldcitrin), grågul/rökfärgad (rökkvarts), madeirafärgad (madeiracitrin), genomskinlig.
  - Kalcedon, blågråaktig, genomskinlig
  - Agat, rödbrun till brun (karneol), svartfärgad (onyx), ej genomskinlig. Lämplig till konstföremål.
  - Krysopras, grönaktig, mjölkig, ej genomskinlig.
  - Heliotrop, grön ofta med röda fläckar, ej genomskinlig. Används som sigillsten.
  - Rosenkvarts, rosafärgad, tämligen genomskinlig. Bearbetas ofta till genomborrade kulor för collier.
  - Kvarts-kattöga, grön eller gulaktig med ljus strimma, ej genomskinliga.
  - Tigeröga, guldgul eller blåaktig med ljus strimma, ej genomskinlig.
  - Avanturin, grönaktig, ej genomskinlig. Lämpar sig ej till smycken utan användes till konstföremål.
  - Opal, vit, gulvit i grundfärg med färgspel i alla regnbågens färger, med svart bakgrund kallas den svart opal, mer eller mindre genomskinlig. Hårdhet 5–5,5.
- Granatgruppen. Hårdhet 6,5–7,5.
  - Almandin, mörkröd.
  - Pyrop, rödbrun, rödsvart.
  - Spessartin, från orange till rödbrun.
  - Demantoid, grön.
- Topas (ädeltopas), gul med lätt skiftning i rött, blåaktig (blåtopas), vit (vit ädeltopas). Hårdhet 8.
- Turmaliner, röd eller grön. Hårdhet 7–7,5.
- Zirkon, rödbrun, vit och blå. Hårdhet 6,5–7,5.
- Peridot (krysolit, olivin), grön, genomskinlig. Hårdhet 6,5–7.
- Turkos, himmelsblå ofta genomdragen av mörka ådror, ogenomskinlig. Hårdhet 6.
- Markasit, stålaktigt utseende. Används till billigare smycken. Hårdhet 6,5.
- Blodsten (hematit). Slipas till sigillstenar. Hårdhet 5,5.
- Kunzit, violettrosa. Hårdhet 6–7.
- Fältspatgruppen. Hårdhet 6–6,5.
  - Månsten, blå eller gråaktig, genomskinlig, något dimmig med rörlig ljusreflex på översidan.
  - Amazonit, ljusgrön med vita fläckar och ådror, ej genomskinlig.
  - Labrador, gråsvart med blåaktigt, gult eller grönt metalliskt skimmer, ej genomskinlig.
- Jadeit, en sorts jade, grön och vitgrön, ogenomskinlig. Används även för konstföremål. Hårdhet 5–7.
- Nefrit, en sorts jade, mera mörkgrön, fettaktig glans. Hårdhet 6,5.
- Spinell (rubinspinell), rubinfärgad. Hårdhet 8.
- Lapis lazuli, mörkblå, ej genomskinlig. Lämplig även för konstföremål. Hårdhet 5,5.
- Bärnsten, fossil kåda, gul och andra färger. Hårdhet 2,5–3.
- Pärla från pärlmussla
- Korall från Sardegnakorallen

## Populärkulturen
Ädelstenarna har inspirerat den franska sångerskan och låtskrivaren Nolwenn Leroy för hennes album Gemme (Ädelsten) och singeln med samma namn 2017.